# Yitzhak Tabenkin
Yitzhak Tabenkin (hébreu : יצחק טבנקין, 
8 janvier 1888 – 6 juin 1971) est un activiste sioniste et un homme politique israélien. C'est l'un des fondateurs du mouvement des kibboutz.

## Biographie
Tabenkin est né dans l'Empire russe  à Babrouïsk, une ville de nos jours située en territoire biélorusse. Il a suivi une éducation religieuse au sein d'un heder à Varsovie et a ensuite poursuivi des études profanes. C'est l'un des fondateurs du mouvement marxiste et sioniste Poale Zion en Pologne. 
En 1912, il a fait son Alya en Palestine ottomane et a travaillé en tant qu'ouvrier agricole à  Merhavia et Kfar Uria. Durant la Première Guerre mondiale, il travaille au sein de la ferme de Kinneret. Il participe en tant que délégué à chaque congrès sioniste de l'après-guerre.
Membre de l'organisation d'auto-défense HaShomer, il a aussi été actifs dans les organisations de travailleurs agricoles de Judée-Samarie. En 1921, il a rejoint le bataillon du travail formé par Joseph Trumpeldor et a été le fondateur du kibboutz Ein Harod qui est devenu l'épicentre du mouvement des kibboutz dont il était considéré comme le chef spirituel. Il est parti en mission en Pologne pour l'organisation Hechalutz afin d'encourager l'Alya.
Tabenkin désapprouve la tendance étatiste du sionisme et se fait a contrario le chantre d'une approche ascendante (bottom-up) du socialisme juif déployable sur l'ensemble de la terre d'Israël. Il rejette en effet les frontières politiques du Moyen-Orient imposées par les puissances occidentales à la suite du démembrement de l'Empire ottoman. Selon sa vision, l'ensemble du peuple juif doit se constituer en communes elles-mêmes incluses dans une « alliance mondiale des peuples communistes ». Il considère que la Première Guerre judéo-romaine est l'évènement qui a perpétué l'existence d'une expérience nationale juive. 

Il a vécu à Ein Harod jusqu'à son décès. Le moshav Yitav situé dans la vallée du Jourdain a été nommé ainsi en son hommage (ce nom forme l'acronyme "Yad Yitzhak Tabenkin").

## Publications
- The Jewish State and the Way to Achieve It (1944) (En Hébreu)
- Kibbutz Society (1954) (En Hébreu)
- There is No Where to Pullback To (1968) (En Hébreu)
- Lessons of the Six Day War (1970) (En Hébreu)
- Issues (Four Volumes of Articles) (1967) (En Hébreu)